# Torbjörn Nilsson
Torbjörn Anders Nilsson (Västerås, 9 juli 1954) is een Zweeds voetbaltrainer en voormalig profvoetballer. Als speler was Nilsson een spits die het grootste gedeelte van zijn carrière doorbracht bij IFK Göteborg, waarmee hij tweemaal kampioen werd, tweemaal de beker won en eenmaal de UEFA Cup wist te winnen. Ook speelde hij voor PSV Eindhoven en 1. FC Kaiserslautern en was hij onderdeel van het Zweeds voetbalelftal dat de groepsfase van het WK 1978 niet overleefde.

## Clubcarrière
Torbjörn Nilsson begon met voetballen bij Jonsereds IF en vertrok in 1975 naar het grotere IFK Göteborg. Göteborg bivakkeerde toen nog in de Division 2, op dat moment het tweede niveau, maar promoveerde dankzij 34 competitietreffers van Nilsson in 1976 naar de Allsvenskan. Het Nederlandse PSV had interesse in de lange spits en Nilsson verbleef één jaar in Eindhoven, maar zonder succes: met slechts 2 treffers in 11 competitiewedstrijden liet hij allesbehalve een onuitwisbare herinnering achter. Nilsson keerde terug naar Göteborg en verbleef hier vijf jaar. Het hoogtepunt in deze vijf seizoenen was het jaar 1982, waarin naast het landskampioenschap en de Svenska Cupen IFK ook als eerste Scandinavische club de UEFA Cup wist te winnen. In de heenwedstrijd van de finale tegen het Duitse Hamburger SV met Felix Magath (1-0) moest Nilsson na 19 minuten geblesseerd het veld verlaten, maar in de terugwedstrijd (0-3) wist hij wel te scoren en zo de UEFA Cup binnen te slepen.
Dit succesjaar, wat uiteindelijk bekroond werd met de Guldbollen-trofee voor beste Zweedse voetballer van het jaar, bleef niet onopgemerkt en wederom was er interesse uit het buitenland. Nilsson vertrok ditmaal naar West-Duitsland, naar 1. FC Kaiserslautern. Hier eindigde hij met Kaiserslautern op de 6e en 12e plek in de Bundesliga. In deze twee seizoenen scoorde Nilsson 22 Bundesligadoelpunten in 65 wedstrijden. In 1984 maakte hij voor de derde keer zijn rentree namens IFK, doordat een transfer naar Sven-Göran Eriksson's SL Benfica afketste. Met IFK beleefde hij opnieuw ongekende successen: de Allsvenskan werd opnieuw gewonnen en ook was er weer Europees succes. In 1985 werd Nilsson samen met Michel Platini topscorer van de Europacup I en behaalde IFK Göteborg de kwartfinale, waar Panathinaikos FC aan één doelpunt verschil genoeg had om de halve finale te bereiken. Een jaar later was er echter een nog grotere verrassing, want na Fenerbahçe SK (4-0, hattrick Nilsson) in de achtste finale werd ook het grote FC Barcelona in de halve finale op het Ullevi verslagen. In de wedstrijd, die met 3-0 gewonnen werd, scoorde Nilsson tweemaal. In de terugwedstrijd wisten de Catalanen dankzij een hattrick van Pichi Alonso en via penalty's (5-4) uitschakeling te voorkomen en de finale te bereiken. In 2004 liet Nilsson in een interview met Expressen weten nog altijd spijt te hebben zelf geen strafschop te hebben genomen, waardoor de 22-jarige Roland Nilsson en 21-jarige Per Edmund Mordt het moesten proberen: beide misten. Met zeven treffers werd Nilsson voor de tweede maal op rij topscorer van het toernooi.
Aan het eind van de Allsvenskan van 1986 zette Nilsson een punt achter zijn spelerscarrière, al kwam hij daar in 1988 op terug toen hij naar zijn jeugdclub Jonsereds IF terugkeerde om daar als trainer aan de slag te gaan, maar in die twee jaar ook als speler actief was.

## Interlandcarrière
Nilsson speelde vanaf 1976 tot 1985 in totaal 28 interlands voor Zweden, waarin hij negen keer tot scoren wist te komen. Het enige eindtoernooi dat Nilsson speelde was het wereldkampioenschap van 1978, waar Zweden al in de groepsfase werd uitgeschakeld. Enkel in de met 1-0 verloren wedstrijd tegen het tevens uitgeschakelde Spanje kwam Nilsson daadwerkelijk in actie. Vanaf 1980, met de aanstelling van Lars Arnesson als bondscoach, kwam Nilsson gedurende vier jaar niet in actie voor de nationale ploeg omdat hij er niet van gediend was dat de bondscoach zo veel bleef veranderen in formatie en opstelling. Gedurende deze periode was Nilsson op zijn best als clubspeler, en eind 1984 besloot hij op zijn besluit terug te komen. In de WK-kwalificatiewedstrijd tegen Portugal maakte hij zijn rentree en scoorde hij de laatste treffer in de overwinning (1-3). In 1985 kondigde Nilsson aan definitief te stoppen als international en dus het WK van 1986, waar Zweden zich overigens niet voor wist te kwalificeren, zou missen.

## Trainerscarrière
Nilsson begon zijn trainerscarrière als speler-coach bij zijn jeugdclub Jonsereds IF van 1988 tot 1990. In 1991 ging hij aan de slag als coach voor IFK's rivaal Örgryte IS, wat toen uitkwam in de Division 1 en op degradatie afstevende. Degradatie bleek onafwendbaar, maar Nilsson wist ze in één jaar twee keer te laten promoveren en terug te brengen naar het hoogste niveau. In 1993 degradeerde de club echter weer terug naar de Division 1 en Nilsson zocht zijn heil bij IK Oddevold. Ook deze club bracht hij naar de Allsvenskan, maar hij voorzag het gevaar en besloot de club te verlaten: Oddevold begon aan een vrije val en belandde nog voor de eeuwwisseling op het vierde niveau: de Division 3.
Na een jaar zonder baan ging Nilsson in 1997 aan de slag bij Västra Frölunda IF en in zijn eerste seizoen wist hij kampioen te worden in de Division 1 en zo voor de derde keer een club naar de Allsvenskan te loodsen. Ditmaal besloot de oud-international te blijven en met succes: in 1998 behaalde de debutant een kanppe vijfde plek en een jaar later was de zevende plek het gevolg. Ook hier ging het mis na het vertrek van Nilsson: een laatste plek en degradatie was het gevolg. De volgende uitdaging was Allsvenskanclub BK Häcken, waar Nilsson in 2001 aan het roer kwam. Deze club wist hij niet op het hoogste niveau te houden en de club degradeerde onder zijn leiding, wat voor Nilsson reden genoeg was om te vertrekken. In 2002 nam het Zweeds voetbalelftal onder 21 onder zijn hoede, die hij succesvol naar het EK in 2004 wist te leiden. Na groepswinst in een poule met Portugal (met Hugo Almeida), Duitsland (met Bastian Schweinsteiger) en Zwitserland, was Servië-Montenegro in de halve finale na strafschoppen te sterk voor Nilsson's junioren. In de troostfinale stond nog een ticket naar de Olympische Spelen in Athene op het spel, maar na verlenging was Portugal met 3-2 te sterk. Nilsson's Johan Elmander was samen met de Italiaanse Alberto Gilardino met vier treffers topschutter van het toernooi.
Na het toernooi trad Nilsson terug en nam hij pas in 2008 weer een baan aan, toen hij de vrouwen van Kopparbergs/Göteborg FC ging trainen. Deze leidde hij in 2010 en 2011 naar een tweede plek in de Damallsvenskan en naar twee bekeroverwinningen in 2011 en 2012. In 2013 werd als bekerwinnaar landskampioen Tyresö FF verslagen in de strijd om de Zweedse supercup. Na de Damallsvenskan van 2013 stopte Nilsson als trainer van Kopparbergs.